# Hasle-Løren IL
Le Hasle-Løren Oslo est un club de hockey sur glace d'Oslo en Norvège. Il évolue en 1. divisjon, le second échelon norvégien.

## Historique
Il a remporté la GET ligaen à trois reprises. Depuis 2004, il évolue en 1. divisjon.

## Palmarès
- Champion de Norvège : 1972, 1974, 1976.